# À découvert (film, 2000)
Pour les articles homonymes, voir À découvert.
Pour plus de détails, voir Fiche technique et Distribution.
À découvert est un film français réalisé par Camille Brottes et sorti en 2000.

## Fiche technique
- Titre : À découvert
- Réalisation : Camille Brottes
- Scénario : Camille Brottes et Philippe Rebbot
- Photographie : Antoine Roch
- Décors : Christine Amara
- Costumes : Isabelle Sanchez
- Son : Laurent Benaïm
- Montage : Marie-France Cuenot
- Musique : Paulo Flores
- Production : Les Films de la Grande Ourse
- Pays d’origine :  France
- Durée : 48 minutes
- Date de sortie : France - 2000

## Distribution
- Sandrine Molaro : Bernadette
- Christine Chansou : Pauline
- Margot Abascal : Clothilde
- Julien Boisselier : Raphaël
- Philippe Rebbot : Bass
- Marion Carpet : Louise
- Stephan Jones : le client de la banque

## Distinctions

### Récompenses
- Festival Côté court de Pantin 1999 : Prix Beaumarchais (« Lectures de scénarios »)[1]
- Lutins du court métrage 2001 : Lutin de la meilleure réalisation[2]

### Sélections
- Festival international du court métrage de Clermont-Ferrand 2000[3]
- Festival international du film francophone de Namur 2001[4]